# Merwedeplein
Merwedeplein este o piață care este situată în axa de simetrie a cartierului Rivierenbuurt din Amsterdam, în spatele clădirii Wolkenkrabber (cu 12 nivele) și în prelungirea bulevardului Vrijheidslaan. Toate clădirile din piață, inclusiv cele din Deltastraat și clădirea Wolkenkrabber, au fost restaurate în totalitate cu câțiva ani în urmă, astfel că fațadele din cărămidă galbenă sunt din nou vizibile.

## Anne Frank, Ben Ali Libi și Herbert Nelson
Din cauza creșterii antisemitismului, familia evreiască Frank s-a mutat în 1933 de la Frankfurt pe Main (Germania) la Amsterdam. Otto și Edith Frank, împreună cu fetele lor, Margot și Anne, au locuit într-o casă mare din Merwedeplein 37, la etajul al II-lea, în cartierul Rivierenbuurt din Amsterdam. Familia a trăit acolo până pe 6 iulie 1942, când s-a mutat în ascunzătoarea din Prinsengracht 263.
În iunie 1942 a avut loc o razie a poliției în Merwedeplein. A fost arestat acolo, printre alții, magicianul evreu Michel Velleman, alias Ben Ali Libi. El a fost deportat împreună cu aproape toată familia în lagărul de exterminare Sobibór, unde a fost ucis în 1943. La numărul 23 trăia în același timp fiul pe jumătate evreu al celebrului actor de comedie și cabaretist german Rudolf Nelson. Acest Herbert Nelson a organizat cu ajutorul Rezistenței un cabaret politic și satiric clandestin. El a rămas nedescoperit pe parcursul întregului război. 
Pe 9 iulie 2005 a fost dezvelită în Merwedeplein o statuie a Annei Frank de către primarul municipiului Amsterdam, Job Cohen. Statuia a fost realizată de artistul Jet Schepp și sugerează că Anne Frank, chiar înainte de a pleca către ascunzătoare, se mai uită încă o dată la casa pe care o părăsea pentru totdeauna pentru a-și lua rămas bun de la ea.

## Clădirea din Merwedeplein 37
Fosta casă a Annei Frank a fost cumpărată în 2004 de către o companie imobiliară din Amsterdam. Noul proprietar a restaurat clădirea și a decorat-o în stilul anilor 1930 pe baza informațiilor deținute de Fundația Anne Frank. Casa a devenit începând de atunci o destinație pentru scriitorii străini refugiați care nu puteau lucra liber în țările lor de proveniență. 